# Tabanus rosarioi
Tabanus rosarioi är en tvåvingeart som beskrevs av Dias 1994. Tabanus rosarioi ingår i släktet Tabanus och familjen bromsar.
Artens utbredningsområde är Angola. Inga underarter finns listade i Catalogue of Life.